# Philippe Starck
Philippe Starck (* 18. ledna 1949, Paříž) je francouzský designér a novátor, který se věnuje od produktového designu, módního návrhářství, přes interiéry až po architekturu. Mnoha kritiky je pokládán za světoobčana, který sdílí s celým světem svou designérskou vizi a který pozměňuje realitu každodenního života. Jeho design je revoluční, jak svými návrhy, tak například snahu o ekologické myšlení.

## Životopis
Narodil se v rodině leteckého konstruktéra Andrého a ženy Jacquelin v Paříži. Doba jeho mládí ho v mnohém ovlivnila, protože už jako malý se díval na to, jak jeho otec skládá a rozebírá modely, a téměř jakmile držel tužku, začal kreslit. A později sám vymýšlet různé návrhy. Rodina, resp. Otec ho tedy hodně ovlivnil v rané tvorbě.
V Paříži na École Nissim de Camodo vystudoval umělecký design a brzy poté si založil vlastní firmu Starck Products.
Je profesorem v Miláně na Domus Academy a na École des Arts Décoratifs v Paříži. Žije a tvoří v Paříži, New Yorku, Londýně a italském Buranu.

## Čím se proslavil
Proslavil se hlavně neobvyklým řešením, používáním nových materiálů umožňující vytvářen nové tvary i vytvářením několika revolučních konceptů, které zatím nebyly prosazeny. Krása v jeho práci je většinou jednoduchost. Jeho návrhy jsou promyšlené, ale v reálu vznikají jen pár minut. V dnešním moderním světě se stávají nejchtěnějšími.

## Práce
Jedná se o designéra a architekta, který má na svém kontě snad nejvíce realizací. Ať jde o spolupráci s velkými značkami nebo vlastní, které vznikají pod jeho značkou XO. Jeho výtvory jsou typické moderními tvary a kosmickými barvami, často používá stříbrnou. Jeho jednoduchost spočívá v jednoduchosti tvarů, které jsou ale velice moderní.
Jeho práce zasahuje do různých, odlišných oborů. Není zaměřen na jednu sféru práce. A na neštěstí jeho kolegů, ve všech vyniká.

### Nábytkový design
Proslul především nábytkovým designem. Například s italskou firmou Kartell nedávno oslavil dvacet let spolupráce. Zde známe jeho typické, průhledné, plastové židle Eros. Mimo Kartell spolupracuje i s firmami jako Flos, Vitra, Driade atd.

### Produktový design
Dalším oborem je produktový design. Typické jsou například: kolekce baterií (Axis), Juice (Alesso), lampičky (Fosil), plyšový medvěd se zvířátky na nohou (Moulin Roty).

### Technický design
V technické sféře je nejznámější myš S+ARCK, kterou jako externista navrhl pro Microsoft. Dále jsou známé jeho hodinky či elektrické kartáčky na zuby. Vrcholem je koncept motocyklu Voxan Super Naked XV.

### Architektura
S jeho architekturou se můžeme setkat všude po světě a v různých podobách. Jeho domy, navržené hotely a restaurace jsou velice oblíbené. Například s Coop Himmelblau navrhl v Holandsku kulatý dům připomínající kosmickou stanici. Dále spolupracuje s hotely Yoo, kterým nejen v Německu a v Kanadě navrhuje luxusní interiéry.

### Ekologie
S firmou Pramac energy group navrhl design pro větrné mlýny, které fungují zároveň jako větrné nástroje. Vzhledem k tomu, že říká: „Ekologie není důležitá jen kvůli ekonomii a ochraně světa, ale i kvůli kreativitě a eleganci.“
Navrhl si vlastní větrnou elektrárnu v polykarbonátu, která stojí na dřevěné platformě. Elektrárna je jak designová, tak funkční, která vytváří 20 až 60% domácí energie.

### Dnes
Dnes je, mimo jiné, i designérem a kreativním ředitelem Virgin Galactic, která plánuje lety na oběžnou dráhu a do vesmíru.
V osobním životě má Starck 4 děti a je potřetí ženat.

## Díla, výběr

### Interiéry
- 1976 – La Main Bleue, klub, Paříž
- 1978 – Les Bains Douches, klub, Paříž
- 1982 – soukromé prezidentské apartmá v Elysée Palace, Paříž
- 1987 – La Cigale, koncertní hala, Paříž
- 1990 – Paramount Hotel, New York
- 1990 – Teatriz Restaurant, Madrid
- 1994 – Groningen Museum, Groningen, Holandsko
- 1994 – The Peninsula Restaurant, Hong Kong
- 1995 – Delano Hotel, Miami
- 1995 – Theatron Restaurant, Mexico City
- 1996 – Mondrian Hotel, Los Angeles
- 1999 – Saint Martins Lane Hotel, Londýn
- 1999 – Mikli, prodejna s brýlemi, Paříž
- 2000 – Bon Restaurant, Paříž
- 2000 – Sanderson Hotel, Londýn
- 2000 – Hudson Hotel, New York

### Architektura
- 1989 – budova Nani Nani, Tokio
- 1992 – budova Baron Vert, Osaka
- 1997 – budova řízení letového provozu pro letiště v Bordeaux

### Průmyslový design
- 1987/1995 – lodě pro společnost Bénéteau
- 1989 – zubní kartáček pro společnost Fluocaril
- 1989/1993 – městské plochy pro společnost Jean-Claude Decaux
- 1992 – olympijská pochodeň pro Olympijské hry v Albertville v Kanadě
- 1996 – brýle pro společnost Mikli
- 1998 – láhev na minerálku pro společnost Eau Saint Georges
- 2001 – náramkové hodinky pro společnost Fossil
- 2002 – různý sortiment výrobků pro americký obchodní řetězec Target

## Ocenění
- Oscar de luminaire (Paris, 1980)
- Trois premièrs prix au Neocon (Chicago, Illinois, 1986)
- Delta de Plaia (Barcelona, 1986)
- Platinum Circle Award (Chicago, Illinois, 1987)
- Grand Prix National de la Création Industrielle (France, 1988)
- Troix Prix pour les hotêls Royalton et Paramount de New York (USA, 1988/1990)
- Officier des Arts et des Lettres (France, 1995)
- Design Zentrum NordRhein-Westfallen (Germany, 1995)
- Premio Internacional de Diseño (Barcelona, 1995)
- Harvard Excellence in Design Award (USA, 1997)
- Commandant de l'Ordre des Arts et des Lettres (France, 1998)
- Chevalier de l'Ordre National de la Légion d'Honneur (France, 2000)
- Pratt Institute Black Alumni Award (USA, 2001)
- Compasso d'Oro (Italy, 2001)
- Red Dot Best of the Best Award (2001)
- IF Design Award (2002)
- Observeur de Design d'Etoile (2002)